# Société nationale de protection de la nature
La Société nationale de protection de la nature (SNPN) est une société savante, créée en France en 1854, reconnue d’utilité publique en 1855 et devenue une association française de protection de la nature. À ce titre, elle est considérée comme la doyenne des associations de protection de la nature en France.
Son but est la protection des espèces animales et végétales sauvages ainsi que des milieux naturels. Dans ce cadre, la SNPN participe à des comités institutionnels et à des groupes de réflexion. Elle gère deux réserves naturelles nationales, édite des revues scientifique ou de vulgarisation, et mène des projets de préservation de la biodiversité et du patrimoine naturel.

## Historique
Fondée le 10 février 1854, par Isidore Geoffroy Saint-Hilaire, sous le nom de Société zoologique d'acclimatation, elle est reconnue d'utilité publique dès le 26 février 1855 et devient alors Société impériale zoologique d'acclimatation (1855-1870). 
Le but initial de la Société est défini dans l'article 2 de ses statuts : 
« Le but de la Société est de concourir : 1° À l'introduction, à l'acclimatation et à la domestication des espèces d'animaux utiles ou d'ornement ; 2° Au perfectionnement et à la multiplication des races nouvellement introduites ou domestiques »,. 
Les travaux sont conduits au sein de sections : 
- section 1 - mammifères ;
- section 2 - oiseaux ;
- section 3 - poissons, crustacés, annélides, mollusques,
- section 4 - insectes.

Cette organisation est complétée par une commission permanente des végétaux, une commission permanente de l'Algérie, et une commission permanente des colonies et de l'étranger.[réf. nécessaire] La section « Colonisation » est ouverte début 1898.
Après la chute du Second Empire, elle devient la Société d'acclimatation (1871-1881). Elle prend ensuite le nom de Société nationale d'acclimatation de France (1882-1945). Face au développement industriel et aux destructions subies par la nature, les préoccupations de ses membres évoluent, ce qui se traduit finalement par une nouvelle dénomination alors que le souci de la protection de la nature devient prédominant : devenue Société nationale d'acclimatation et de protection de la nature en 1946, la société finit par prendre son nom actuel de Société de protection de la nature et d'acclimatation de France en 1960.
Parmi les grandes étapes et actions de la SNPN au cours du XXe siècle, on peut citer :
- De 1901 à 1921, sous la présidence de Edmond Perrier, directeur du Muséum national d'histoire naturelle, la société se tourne résolument vers la protection de la nature.
- En 1906, elle inspire la création de la Société des amis de l'éléphant.
- En 1912, la Ligue pour la protection des oiseaux se constitue sous son égide en vue de la création de la réserve ornithologique aux Sept-Îles[6]. D'abord sous-section d'ornithologie de la Société d'acclimatation, la LPO s'individualise progressivement au cours de la première moitié du XXe siècle[7],[8].
- En 1919, la SNPN participe à la fondation de la Fédération française des Sociétés de sciences naturelles (FFSSN) avec l’Association des anatomistes, les sociétés entomologique, de pisciculture, de botanique, de mycologie, de biologie, philomatique, de géologie, des naturalistes parisiens et de chimie biologique, créée sur proposition de la Société zoologique de France[9].
- En 1923, elle coorganise le premier Congrès international de protection de la nature à Paris. La société est cofondatrice de l'UICN en 1948.
- En 1960, elle prend la dénomination actuelle de Société nationale de protection de la nature[10].
- En  1968, François Hüe, président de la SNPN, appelle à l'union des protecteurs de la nature[11], la SNPN participe avec 17 autres sociétés à la création de la Fédération française des sociétés de protection de la nature et de l'environnement (FFSPNE)[12], qui deviendra France nature environnement en 1990.

## Les réserves naturelles
La politique de protection de la société s'est concrétisée très tôt par la création et la gestion de réserves. 
- En 1927, elle crée la réserve zoologique et botanique de Camargue[13] sur des terrains privés[n 4] qu'elle loue. Elle a été la première réserve à être distinguée par le Conseil de l'Europe en 1967. L'état, devenu propriétaire des 13 117 hectares de la réserve en 1972, confirme la SNPN comme gestionnaire en 1975. La réserve nationale de Camargue obtient le titre de réserve de biosphère par l'UNESCO en 1977 et est désigné site Ramsar[14] en 1986.
- En 1935, la société crée la réserve de Néouvielle dans les Pyrénées et celle du Lauzanier dans les Alpes. Intégrées dans des parcs nationaux[15], la SNPN n'en assure plus la gestion aujourd'hui.
- En 1980, la SNPN devient gestionnaire des 2 700 hectares de la réserve naturelle du lac de Grand-Lieu[16], en Loire-Atlantique, à la demande exprès du donateur[17]. En 1995, le lac de Grand-Lieu est désigné site Ramsar[18].
- En 2022, la SNPN  devient gestionnaire de la Réserve Naturelle Nationale de la Plaine des Maures dans le Var.

Par ailleurs, la SNPN a lancé en 1964 l'initiative du réseau des réserves naturelles libres pour faire reconnaître le droit de gîte ou droit de non chasse.

## Revues et publications
Dès sa création (1854), la future Société nationale de protection de la nature publie un bulletin compilant, sous forme d'articles, les résultats des réunions périodiques et des avancées de la société. Ce bulletin changera de nom en fonction du devenir de la société et des changements de régimes au cours du XIXe siècle.
À partir de 1931, la société publie le trimestriel La Terre et la Vie qui deviendra la Revue d'écologie - La Terre et la Vie destinée à un public scientifique. En 1961, elle crée Le Courrier de la Nature, un bimestriel grand public. En 1993 débute la publication spécialisée Zones Humides Infos.

### Bulletins de la Société
- 1854-1870 : « Bulletins de la Société zoologique d'acclimatation », tomes 1 à 10 (1854-1865) et série 2, tomes 1 à 7 (1864-1870), sur biodiversitylibrary.org.
- 1871-1881 : « Bulletins de la Société d'acclimatation », série 2, t. 8 à 10 (1871-1873) et série 3, t. 1 à 8 (1874-1881), sur biodiversitylibrary.org et 1871-1880 sur gallica.
- 1882-1888 : « Bulletins de la Société nationale d'acclimatation de France », série 3, t. 9 et 10 (1882-1883) et série 4, t. 1 à 5 (1883-1888), sur biodiversitylibrary.org et sur gallica.
- 1889-1895 : « Revue des Sciences Naturelles Appliquées - Bulletin de la Société Nationale d'Acclimatation de France », t. 36 à 42, sur biodiversitylibrary.org.
- 1896-1945 : « Bulletins de la Société nationale d'acclimatation de France », sous-titrés « (Revue des sciences naturelles appliquées) » de 1896 à 1899, au 1er semestre 1902, et de 1931 à 1940, sur biodiversitylibrary.org et sur gallica[n 5].

### La Terre et la Vie - Revue d'écologie
- 1931-1940 : La Terre et la Vie
- 1946 : Bulletin de la Société Nationale d'Acclimatation et de Protection de la Nature
- 1947-1948 : La Terre et la Vie - Bulletin de la Société Nationale d'Acclimatation et de Protection de la Nature
- 1949 : La Terre et la Vie - Revue d'Ecologie appliquée à la conservation de la nature
- 1961-1978 : La Terre et la Vie
- 1979 à nos jours : Revue d'Ecologie - la Terre et la Vie

### Le Courrier de la Nature
- 1961-1967 : Le Courrier de la Nature (première série de vingt numéros).
- 1968-1977 : Deuxième série du Courrier de la Nature qui s'associe, à la suite de la réflexion de l'éditorial du premier numéro sur la dispersion des efforts des protecteurs de la nature, à la revue éditée par la LPO L’Homme et l'Oiseau. Cette revue commune est intitulée Le Courrier de la Nature. L’Homme et l'Oiseau.
- 1978 à nos jours : Le Courrier de la Nature (deuxième série).

### Zones Humides Infos
- 1993 à nos jours : Zones Humides Infos